# Silbato para perros

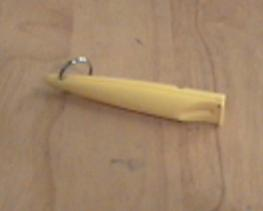
Silbato para perro de frecuencia fija

Un silbato para perros (también conocido como silbato silencioso o silbato de Galton) es un tipo de silbato que emite un sonido en el rango ultrasónico que las personas no pueden oír pero algunos animales sí, incluidos los perros y gatos domésticos y se utiliza para su entrenamiento. Fue inventado en 1876 por Francis Galton y se menciona en su libro Inquiries in Human Faculty and its Development, en el que describe experimentos para probar el rango de frecuencias que pueden ser escuchadas por diversos animales, como el gato doméstico.

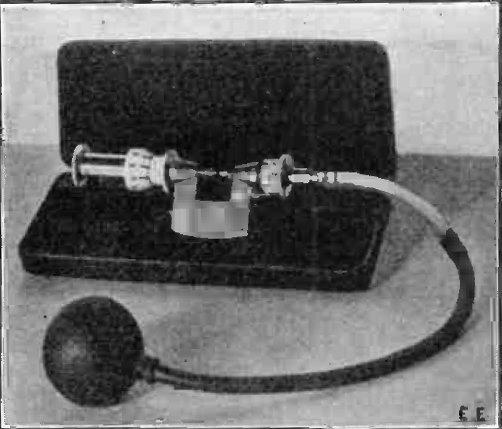
Silbato Galton, el primer silbato para perros

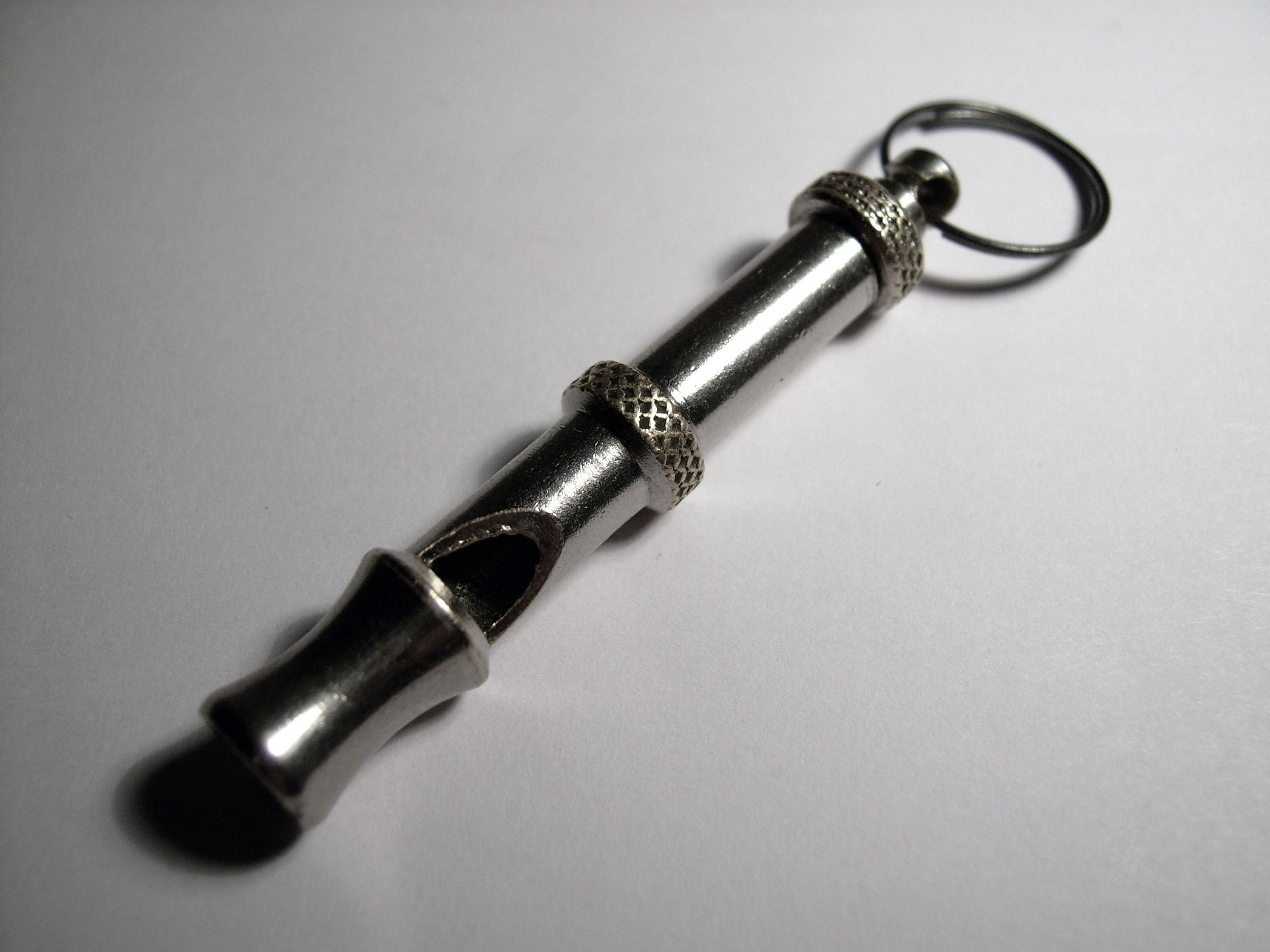
Silbato de frecuencia ajustable

El límite superior del rango de audición humana es de aproximadamente 20 kHz para niños, disminuyendo a 15-17 kHz para adultos de mediana edad. El extremo superior del rango de audición de un perro es de aproximadamente 45 kHz, mientras que el de un gato es de 64 kHz. Se cree que los ancestros salvajes de los gatos y los perros evolucionaron hasta un rango auditivo más alto para escuchar los sonidos de alta frecuencia producidos por sus presas preferidas, los pequeños roedores. La frecuencia de la mayoría de los silbatos de perro está dentro del rango de 23 a 54 kHz, por lo que están por encima del rango del oído humano, aunque algunos son ajustables en su rango auditivo.
Para los oídos humanos, el silbato de un perro solo produce un silbido silencioso. La ventaja del silbato para perros es que no produce el sonido irritante para los humanos que produciría un silbato normal, por lo que se puede usar para entrenar o comandar animales sin molestar a las personas cercanas. Los entrenadores pueden usar el silbato simplemente para llamar la atención de un perro o para infligir dolor con el propósito de modificar su conducta. Algunos silbatos para perros tienen pestañas ajustables para el control activo de la frecuencia producida.
Además de los silbatos impulsados por pulmones, también hay dispositivos electrónicos que emiten ultrasonidos a través de emisores piezoeléctricos. La variedad electrónica a veces se combina con circuitos de detección de ladrido en un esfuerzo por frenar el comportamiento de ladrido. Este tipo de silbato también se puede utilizar para determinar el rango de audición para las personas y para demostraciones de física que requieren ultrasonidos.